# Nechama Tec
Nechama Tec oder Neḥamā Ṭeq (* 15. Mai 1931 als Nechama Bawnik in Lublin; † 3. August 2023 in New York City) war eine Hochschullehrerin für Soziologie der University of Connecticut in Stamford, Roman- und Drehbuchautorin und Holocaustüberlebende.

## Leben
Während der Besetzung Polens lebte Tec drei Jahre lang versteckt bei einer katholischen Familie. Ihre Eltern und Geschwister wurden durch die Bielski-Partisanen vor Deportation und Tod bewahrt.
In der Nachkriegszeit heiratete sie den Kinderpsychiater Leon Tec, mit dem sie 1952 in die USA emigrierte.
Tec studierte und promovierte an der Columbia University und erhielt 1974 eine Professur an der University of Connecticut in Stamford.
Sie war die Mutter des Filmemachers Roland Tec.

## Schriften (Auswahl)
- Letters of Hope and Despair. University Press: Cambridge 2007
- Resilience and Courage: Women, Men, and the Holocaust. University Press: Yale 2003
- Defiance: The Bielski Partisans. University Press: Oxford 1993
- In The Lion’s Den: The Life of Oswald Rufeisen. University Press: Oxford 1990
- When Light Pierced the Darkness: Christian Rescue of Jews in Nazi-Occupied Poland. University Press: Oxford 1986
- Dry Tears: The Story of a Lost Childhood. University Press: Oxford 1984
- Grass Is Green in Suburbia: A Sociological Study of Adolescent Usage of Illicit Drugs. Libra Pub 1974

Übersetzungen ins Deutsche
- Ich wollte retten. Die unglaubliche Geschichte der Bielski-Partisanen. Aufbau-Verlag: Berlin 2002 ISBN 3-7466-8085-9
- Bewaffneter Widerstand. Jüdische Partisanen im Zweiten Weltkrieg. Bleicher Verlag: Gerlingen 1996 ISBN 978-3-88350-036-2
- Bewaffneter Widerstand. Jüdische Partisanen im Zweiten Weltkrieg. Psychosozial-Verlag: 2009 ISBN 978-3-8379-2052-9
- Eine Art Leben. Eine jüdische Kindheit im besetzten Polen. Europäische Verlagsanstalt: Hamburg 2002 ISBN 978-3-434-50406-1